# Świecie Kołobrzeskie
Świecie Kołobrzeskie (niem. Schwedt) – wieś sołecka w Polsce położona w województwie zachodniopomorskim, w powiecie kołobrzeskim, w gminie Siemyśl.
Według danych z 31 grudnia 2013 r. Świecie Kołobrzeskie miało 140 mieszkańców

## Położenie
Miejscowość leży przy skrzyżowaniu dróg z Białokur, Starnina i Byszewa. Przez Świecie Kołobrzeskie przepływają rzeka Dębosznica i potok Lnianka.

## Historia
Pierwsze wzmianki o Szwetie pochodzą z 1224 r., gdy księżna pomorska Anastazja, powołując do życia klasztor norbertanek w Białobokach koło Trzebiatowa przekazała im we władanie m.in. Świecie. Nazwa wsi została zapisana wtedy jako Szwetie, gdyż ta nazwa pochodziła od hipotetycznego (rekonstruowanego) rzeczownika „świecie” – miejsce świecące w wodzie, odbijające promienie słoneczne. Później miejscowość znalazła się w rękach kapituły kołobrzeskiej. Przez pewien czas wsią władali Manteuffelowie. W 1467 r. właścicielem wsi został Jost Wacholt, przodek rodu von Wachholz. Po pokoju westfalskim i podziale księstwa pomorskiego wieś wchodziła w skład Brandenburgii, potem Prus i Niemiec. W 1594 r. Świecie Kołobrzeskie podlega parafii ewangelickiej w Gorawinie. W XVII w. Świecie Kołobrzeskie było podzielone na części A i B. Wachholzowie byli właścicielami wsi aż do 3. ćwierci XIX w.. Świecie Kołobrzeskie wchodziło w skład zarówno okręgu (Amt), jak i parafii ewangelickiej Gorawino. Według spisu z 1910 r. w Świeciu mieszkało 513 osób. Od 1945 r. w granicach Polski. W latach 1950 – 1998 miejscowość administracyjnie należała do województwa koszalińskiego.

## Wspólnoty religijne

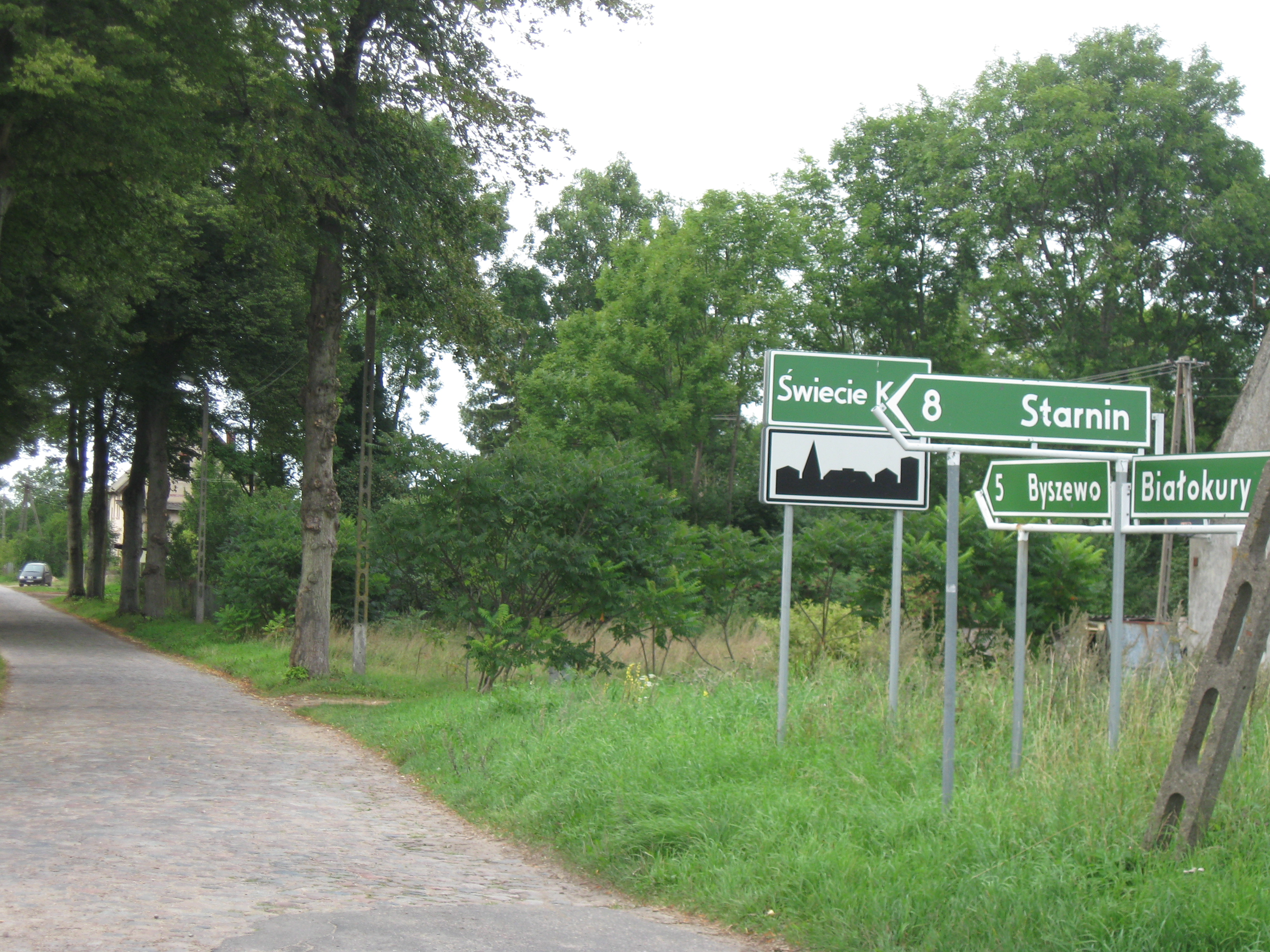
Skrzyżowanie dróg ze Starnina, Byszewa i Białokur

Świecie Kołobrzeskie wchodzi w skład parafii rzymskokatolickiej pw. św. Stanisława Kostki w Siemyślu. W Świeciu co sobotę odprawiane są msze niedzielne.

## Bezpieczeństwo
W miejscowości funkcjonuje Ochotnicza Straż Pożarna.

## Transport
We wsi znajduje się jeden przystanek autobusowy, z którego można dojechać do Kołobrzegu i Rymania.